# 1995 WD2
1995 WD2 är en asteroid i huvudbältet som upptäcktes 18 november 1995 av den japanska astronomen Takao Kobayashi vid Ōizumi-observatoriet.
Asteroiden har en diameter på ungefär 3 kilometer